# معبر الطيبة
معبر الطيبة (معبر شاعر إفرايم) هو معبر حدودي يقع في قلب مدينة طولكرم بالضفة الغربية، يعد المعبر أحد أهم وأضخم المعابر الواصلة بين الضفة الغربية واسرائيل حيث يستخدم لنقل المسافرين والسلع بين الجانبين. يعبر من خلال المعبر ما يزيد عن 120 ألف شاحنة بضائع إسرائيليّة وفلسطينيّة سنوياً، إضافة لآلاف المسافرين والعمال يومياً.

## المكان
يقع معبر الطيبة في قلب مدينة طولكرم، على بعد أقل من 2 كم من أسواق المدينة. 